# 方之
方之（1930年—1979年），原名韩建国，男，祖籍湖南湘潭，生于江苏南京，中国作家，曾任南京市文联专业作家。